# Urknall

Graphische Darstellung der Entstehung des Universums aus dem Urknall heraus

Als Urknall (englisch Big Bang) bezeichnet man das früheste Anfangsstadium des Universums nach einer angenommenen Entstehung von Materie, Raum und Zeit vor etwa 13,8 Milliarden Jahren. „Urknall“ bezeichnet dabei keine Explosion in einem bestehenden Raum, sondern die extrem schnelle Ausdehnung des Raums selbst aus einer ursprünglichen Singularität. Diese ergibt sich formal, indem man die beobachtete Entwicklung des expandierenden Universums mithilfe der Allgemeinen Relativitätstheorie zeitlich zurückverfolgt und sich dabei rechnerisch einem Punkt nähert, an dem die Materie- und Energiedichte unendlich und alle räumlichen Abstände zu Null werden. Setzt man diesen Punkt als Anfang {\displaystyle t=0} der Zeit, dann hatte das Universum nach dem Standardmodell der Kosmologie bei ungefähr {\displaystyle t=10^{-4}\;\mathrm {s} } eine Ausdehnung von {\displaystyle 10^{14}\;\mathrm {m} } (etwa 700-mal der Abstand Erde-Sonne), eine Temperatur von {\displaystyle 10^{12}\,\mathrm {K} } (etwa das {\displaystyle 4\cdot 10^{11}}-Fache der heutigen Durchschnittstemperatur des Universums) und eine Dichte von {\displaystyle 10^{18}\,\mathrm {kg/m^{3}} } (etwa das Fünffache der Dichte in Atomkernen). Ab diesem Zustand kann das Universum mit den bekannten und durch Experimente und Beobachtungen gestützten physikalischen Theorien wie Allgemeine Relativitätstheorie und Quantenfeldtheorie beschrieben werden. Die Zeit ab etwa 300.000 bis 400.000 Jahre nach dem Urknall, als sich stabile Atome bilden konnten und das Universum durchsichtig wurde, wird nicht mehr zum Bereich des Urknalls gezählt.
Für noch frühere Zeitpunkte oder sogar eine Zeit vor dem Urknall gibt es in der heutigen Physik keine gesicherten Erkenntnisse und daher keine allgemein akzeptierte Beschreibung. In ihrer derzeitigen Form können die Allgemeine Relativitätstheorie und die Quantenfeldtheorie weder allein noch zusammengenommen diese Lücke schließen, sondern möglicherweise erst eine noch zu entwickelnde Theorie der Quantengravitation, die beide umfasst.
Bisherige Theorien des Urknalls extrapolieren von {\displaystyle t=10^{-4}\;\mathrm {s} } weiter zurück bis etwa eine Planck-Zeit ({\displaystyle t\approx 10^{-43}\;\mathrm {s} }). Auch sie  beschreiben also nicht den allerersten Anfang des Universums selbst, sondern das sehr frühe Universum in seiner zeitlichen Entwicklung.

## Grundannahmen
Die Urknalltheorien basieren auf zwei Grundannahmen:
1. Die Naturgesetze sind universell, das Universum lässt sich also mit den Naturgesetzen beschreiben, die heute nahe der Erde gelten.
2. Das Universum sieht an jedem Ort (aber nicht zu jeder Zeit) in alle Richtungen für große Entfernungen gleich aus. Die Annahme der räumlichen Homogenität wird als kopernikanisches Prinzip bezeichnet und durch die Annahme der Isotropie zum kosmologischen Prinzip erweitert.[1]

Im Folgenden werden diese Annahmen und grundlegende Folgerungen daraus erläutert.

### Universalität der Naturgesetze
Um das gesamte Universum in jedem seiner Entwicklungsstadien auf der Grundlage der uns bekannten Naturgesetze beschreiben zu können, ist die Annahme unabdingbar, dass diese Naturgesetze universell und konstant (zeitunabhängig) gelten. Es gibt keine Beobachtungen der Astronomie (etwa 13,5 Mrd. Jahre zurückblickend) oder der Paläogeologie (4 Mrd. Jahre zurück), die diese Annahme in Frage stellen.
Aus der angenommenen Konstanz und Universalität der derzeit bekannten Naturgesetze folgt, dass sich die Entwicklung des Universums als Ganzes mittels der allgemeinen Relativitätstheorie und die darin ablaufenden Prozesse mit dem Standardmodell der Elementarteilchenphysik beschreiben lassen. Im extremen Fall großer Materiedichte und gleichzeitig großer Raumzeitkrümmung werden zur Beschreibung gleichzeitig die allgemeine Relativitätstheorie und zusätzlich die Quantenfeldtheorien benötigt, die dem Standardmodell zugrunde liegen. Die Vereinigung stößt jedoch auf fundamentale Schwierigkeiten, sodass zurzeit die ersten paar Mikrosekunden der Geschichte des Universums nicht konsistent beschrieben werden können.

### Kosmologisches Prinzip
Das kosmologische Prinzip besagt, dass das Weltall zur selben Zeit an jedem Raumpunkt und auch in alle Richtungen für große Entfernungen gleich aussieht, und wird auch (räumliche) Homogenität genannt; die Annahme, dass es in jeder Richtung gleich aussehe, heißt (räumliche) Isotropie.
Ein Blick zum Sternenhimmel mit bloßem Auge zeigt, dass das Universum in der näheren Umgebung der Erde nicht homogen und isotrop ist, denn die Verteilung der Sterne ist unregelmäßig. Auf größerer Skala bilden die Sterne Galaxien, die ihrerseits teilweise Galaxienhaufen bilden, ansonsten in einer wabenartigen Struktur verteilt sind, die aus Filamenten und Voids besteht.
Auf noch größerer Skala ist jedoch keine Struktur mehr erkennbar. Dies und die hochgradige Isotropie der kosmischen Hintergrundstrahlung rechtfertigen die Beschreibung des Universums als Ganzes durch das kosmologische Prinzip.
Wendet man das kosmologische Prinzip auf die allgemeine Relativitätstheorie an, so vereinfachen sich die einsteinschen Feldgleichungen zu den Friedmann-Gleichungen, die ein homogenes, isotropes Universum beschreiben. Zur Lösung der Gleichungen geht man vom heutigen Zustand des Universums aus und verfolgt die Entwicklung rückwärts in der Zeit. Die exakte Lösung hängt insbesondere von den gemessenen Werten der Hubble-Konstante sowie diverser Dichteparameter ab, die den Masse- und Energieinhalt des Universums beschreiben.
Man findet dann, dass das Universum früher kleiner war (siehe auch Expansion des Universums); gleichzeitig war es heißer und dichter. Formal führt die Lösung auf einen Zeitpunkt, zu dem der Wert des Skalenfaktors verschwindet, also das Universum keine Ausdehnung hatte und die Temperatur und Dichte unendlich groß werden. Dieser Zeitpunkt wird als „Urknall“ bezeichnet. Er ist eine formale Singularität der Lösung der Friedmann-Gleichungen.
Damit wird allerdings keine Aussage über die physikalische Realität einer derartigen Anfangssingularität gemacht, da die Gleichungen der klassischen Physik nur einen begrenzten Gültigkeitsbereich haben und nicht mehr anwendbar sind, wenn Quanteneffekte eine Rolle spielen, wie das im sehr frühen, heißen und dichten Universum angenommen wird. Zur Beschreibung der Entwicklung des Universums zu sehr frühen Zeiten ist eine Theorie der Quantengravitation erforderlich.

## Frühes Universum
Den Friedmann-Gleichungen zufolge war die Energiedichte des Universums in seiner Frühphase sehr hoch. Das bedeutet, dass auch die Energien der Teilchen im Mittel sehr hoch waren. Die sehr frühe Phase des Universums ist daher Gegenstand von Theorien, die nicht mit Laborexperimenten überprüft werden können.

### Planck-Ära
Die Planck-Ära bezeichnet den Zeitraum nach dem Urknall bis zur kleinsten physikalisch sinnvollen Zeitangabe, der Planck-Zeit mit etwa 5.4e-44 Sekunden. Die Temperatur zu diesem Zeitpunkt entspricht der Planck-Temperatur, etwa 1032 Kelvin. Bis zu diesem Zeitpunkt gab es nach Meinung der Wissenschaftler nur eine fundamentale Kraft, die Urkraft. Bis heute gibt es keine allgemein akzeptierte Theorie für die Planck-Ära. Möglicherweise können die M-Theorie und die Schleifenquantengravitation auch die Physik der Planck-Ära beschreiben.

### GUT-Ära

#### Allgemeines
In der Kosmologie wird allgemein angenommen, dass sich an die Planck-Ära die GUT-Ära bzw. Baryogenese nach einer spontanen Symmetriebrechung anschloss. Dabei spaltete sich die Urkraft auf in:
- die Gravitation und
- die GUT-Kraft (Grand Unified Theory, deutsch Große vereinheitlichte Theorie).

Diese vereinigt:
- die starke Kernkraft
- die schwache Kernkraft
- die elektromagnetische Kraft.

Hochenergie-Experimente an Teilchenbeschleunigern deuten darauf hin, dass bei einer Energie von etwa 2·1016 GeV die drei o. g. Kräfte nicht mehr voneinander unterscheidbar sind, sondern in eine Kraft übergehen, die als GUT-Kraft bezeichnet wird; dies ist ein Zustand höherer Symmetrie. Liegen die Energien unter diesem Wert, bricht diese Symmetrie auf, und die drei genannten Kräfte werden sichtbar. Allerdings kann derzeit die nötige Energiedichte in Laborexperimenten nicht erreicht werden, um solche Theorien ausreichend zu prüfen.

#### Kosmische Inflation
Die Inflation wird zeitlich in der GUT-Ära angesiedelt. Während der Inflation dehnte sich das Universum innerhalb von 10−35 bis 10−32 Sekunden um einen Faktor zwischen 1030 und 1050 aus. Diese rasante Ausdehnung des Universums wird gelegentlich als überlichtschnell bezeichnet, was jedoch nicht sinnvoll ist. Denn am Hubble-Horizont bewegen sich Objekte bei jeder Expansion mit Lichtgeschwindigkeit und weiter entfernte noch schneller vom Beobachter weg. Dies steht nicht im Widerspruch zur Relativitätstheorie, da diese nur eine überlichtschnelle Bewegung im Raum verbietet, nicht jedoch eine überlichtschnelle Ausdehnung des Raumes selbst. Auch die Vergrößerung des Hubble-Horizontes selbst erfolgte bis zur Schubumkehr vor 6,1 Milliarden Jahren überlichtschnell. Dies ist also keine Besonderheit der Inflationsphase. Der Bereich, der dem heute beobachtbaren Universum entspricht, hätte dabei der Theorie zufolge von einem Durchmesser, der den eines Protons weit unterschreitet, auf etwa 10 cm expandieren müssen.
Die genauen Details der Inflation sind unbekannt, allerdings gelten die Messungen der Temperaturschwankungen der kosmischen Hintergrundstrahlung durch den WMAP-Satelliten als starkes Indiz dafür, dass eine Inflation mit bestimmten Eigenschaften stattgefunden hat. Die ursprüngliche Inflationstheorie geht auf eine Arbeit von Alan Guth aus dem Jahr 1981 zurück und wurde von Andrei Dmitrijewitsch Linde und anderen seither weiter bearbeitet. In dieser Theorie werden eine oder mehrere Skalarfelder verwendet, die als Inflatonfelder bezeichnet werden.
Ebenfalls unklar ist die Ursache für das Ende der Inflation. Eine mögliche Erklärung hierfür sollen Slow-Roll-Modelle bieten, in denen das Inflatonfeld ein energetisches Minimum erreicht und die Inflation deshalb endet; eine Alternative ist das bereits beschriebene GUT-Modell, in dem das Ende der Inflation durch Brechung der GUT-Symmetrie erklärt wird.
Eine Inflationsphase kann mehrere kosmologische Beobachtungen erklären:
- die globale Homogenität des Kosmos (Horizontproblem),
- die geringe Krümmung des Raumes (Flachheitsproblem),
- die Tatsache, dass keine magnetischen Monopole beobachtet werden,
- die großräumigen Strukturen im Kosmos wie Galaxien und Galaxienhaufen,
- das bereits erwähnte Spektrum der Temperaturschwankungen der kosmischen Hintergrundstrahlung.

Das Inflationsmodell versagt jedoch bei der Erklärung der kosmologischen Konstante. Einsteins {\displaystyle \Lambda } wäre demnach nicht konstant, sondern abhängig von der Zeit, eine Annahme, die in Quintessenz-Modellen verwendet wird. Weitergehende Modelle halten die kosmologische Konstante für konstant.

## Entwicklung des Universums

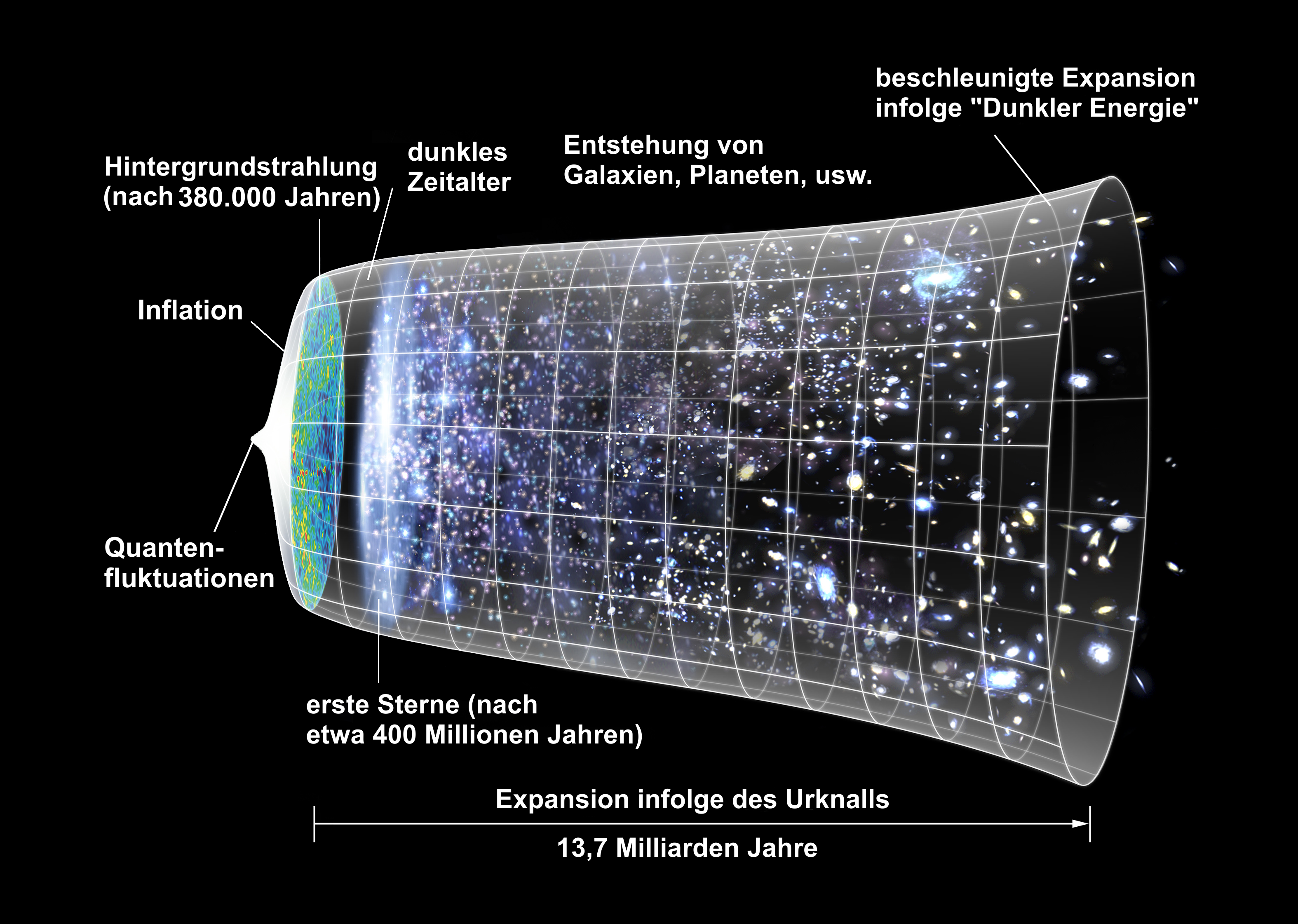
Entwicklungsstadien des Universums (nur zur Illustration, nicht maßstäblich)

Die Zeit nach der Inflation und der Brechung einer angenommenen GUT-Symmetrie sowie der elektroschwachen Symmetrie kann mit den bekannten physikalischen Theorien beschrieben werden. Das Verhalten des Universums ab dieser Phase ist durch Beobachtungen gut belegt und unterscheidet sich in den verschiedenen Urknall-Modellen kaum.

### Primordiale Nukleosynthese
Als primordiale Nukleosynthese wird die Entstehung von Atomkernen im frühen Universum bezeichnet.
Nach Ende der Inflation, also nach etwa 10−30 s, sank die Temperatur auf 1025 K ab. Es bildeten sich Quarks und Anti-Quarks, die Bausteine der heutigen schweren Teilchen (Baryonen). Die Temperatur war aber so hoch und die Zeiten zwischen zwei Teilchenstößen so kurz, dass sich noch keine stabilen Protonen oder Neutronen bildeten, sondern ein Quark-Gluonen-Plasma aus annähernd freien Teilchen. Diese Ära wird auch Quark-Ära genannt.
Nach 10−6 s lag eine Temperatur von 1013 K vor. Quarks konnten nicht mehr als freie Teilchen existieren, sondern vereinigten sich zu Hadronen, d. h. Protonen, Neutronen und schwereren Verwandten. Nach 10−4 s war die Temperatur auf 1012 K gesunken, sodass keine Proton-Antiproton- oder Neutron-Antineutron-Paare mehr gebildet wurden. Die meisten Protonen und Neutronen wurden bei Stößen mit ihren Antiteilchen vernichtet – bis auf einen kleinen Überschuss von einem Milliardstel (Baryonenasymmetrie). Die Dichte sank auf 1013 g/cm3. Mit abnehmender Temperatur zerfielen die schwereren Hadronen, und es blieben schließlich Protonen und Neutronen sowie ihre Antiteilchen übrig. Durch ständige Umwandlungen von Protonen in Neutronen und umgekehrt entstand auch eine große Zahl von Neutrinos. In dieser Hadronen-Ära gab es gleich viele Protonen wie Neutronen, da sie aufgrund ausreichend verfügbarer Energie beliebig ineinander umgewandelt werden konnten. Nach 1 s war eine Temperatur von 1010 K erreicht. Unterhalb dieser Temperatur konnten weiterhin Neutronen zu Protonen zerfallen, aber keine neuen Neutronen gebildet werden.
Erst nach 10 Sekunden, bei Temperaturen unterhalb von 109 K, vereinigten sich Protonen und verbleibende Neutronen durch Kernfusion zu ersten Deuterium-Atomkernen. Soweit diese nicht wieder zerfielen, verschmolzen sie paarweise zu Helium-4-Kernen. Nach etwa 3 Minuten hatte die Temperatur und Dichte der Materie so weit abgenommen, dass die Kernfusion zum Erliegen kam. Die übriggebliebenen freien Neutronen waren nicht stabil und zerfielen im Verlauf der nächsten Minuten in Protonen und Elektronen. Insgesamt bildeten sich in den ersten drei Minuten zu 25 % Helium-4 (4He) und zu 0,001 % Deuterium sowie Spuren von Helium-3 (3He), Lithium und Beryllium. Die restlichen 75 % stellten Protonen, die späteren Wasserstoffatomkerne. Alle schwereren Elemente entstanden erst später im Inneren von Sternen.
Die Temperatur war immer noch so hoch, dass die Materie als Plasma vorlag, ein Gemisch aus freien Atomkernen, Protonen und Elektronen, mit thermischer Strahlung im Röntgenbereich.
Neben Elementarteilchen und elektromagnetischer Strahlung entstanden auch primordiale Magnetfelder. Dies wird auf den Harrison-Effekt zurückgeführt: Man geht davon aus, dass das Plasma im heißen und dichten Universum Wirbel bildete. Die hierdurch hervorgerufene Reibung an dem sehr starken Strahlungsfeld führte zur Erzeugung elektrischer Ströme, die durch Induktion Magnetfelder bewirkten.

### Stark gekoppeltes Plasma
Für Neutrinos, die kaum mit anderen Teilchen wechselwirken, war die Dichte nach 10−4 s niedrig genug – sie befanden sich nicht mehr im thermischen Gleichgewicht mit den anderen Teilchen, d. h., sie entkoppelten.
Nach 1 s war eine Temperatur von 1010 K erreicht. Jetzt vernichteten sich auch Elektronen und Positronen – bis auf den Überschuss von einem Milliardstel an Elektronen. Damit war die Bildung der Bausteine der Materie, aus der sich der Kosmos auch heute noch zusammensetzt, weitgehend abgeschlossen. Das Universum war nun gefüllt mit einem stark wechselwirkenden Plasma aus Elektronen, Photonen („Lichtteilchen“) und Atomkernen, vor allem Protonen. Darüber hinaus gab es Neutrinos, die vor allem durch die Gravitation mit dem heißen Plasma wechselwirkten. Außerdem wird im Rahmen des kosmologischen Standardmodells angenommen, dass es eine große Menge Dunkler Materie gab, die ebenfalls nur durch die Gravitation mit dem Plasma wechselwirkte.
Es dauerte etwa 400.000 Jahre, bis die Temperatur so weit abgesunken war, dass sich stabile Atome bildeten (Rekombinationsepoche) und Licht große Distanzen zurücklegen konnte, ohne gestreut oder absorbiert zu werden. Die mittlere freie Weglänge von Photonen vergrößerte sich extrem, das Universum wurde also durchsichtig, genauer gesagt nahm seine optische Dichte rapide ab. Diese Entkopplung des Lichts dauerte etwa 100.000 Jahre. In dieser Zeitspanne waren einige Regionen des Universums bereits soweit abgekühlt, dass sie durchsichtig waren, während in anderen Regionen noch heißes Plasma vorherrschte.
Da es zur Zeit der Entkopplung sehr viel mehr Photonen als Protonen im Universum gab, lag die durchschnittliche Teilchenenergie im Universums mit etwa {\displaystyle k_{\mathrm {B} }T_{\text{univ}}\approx 0{,}3\,\mathrm {eV} } deutlich niedriger als die Ionisationsenergie des Wasserstoffs {\displaystyle k_{\mathrm {B} }T\approx 13{,}6\,\mathrm {eV} }; dabei ist
- {\displaystyle k_{\mathrm {B} }} die Boltzmann-Konstante,
- {\displaystyle \mathrm {eV} } ein Elektronenvolt,
- {\displaystyle T_{\text{univ}}} eine Temperatur von etwa 4000 K (die Temperatur des Universums zur damaligen Zeit).

Das bedeutet, dass das Maximum der Strahlungsintensität zu dieser Zeit im sichtbaren Spektrum lag. Diese Strahlung ist noch heute als kosmische Hintergrundstrahlung messbar. Allerdings ist sie aufgrund der kosmologischen Rotverschiebung inzwischen sehr viel langwelligere Mikrowellenstrahlung und entspricht einer Temperatur von 2,73 K. Als die Entkopplung vollständig abgeschlossen war, begann das dunkle Zeitalter.
Die Dynamik des Plasmas ist entscheidend für die Entstehung der Temperaturfluktuationen der Hintergrundstrahlung und der Bildung von Materiestrukturen. Das Verhalten des plasmagefüllten Universums kann im Rahmen der kosmologischen Störungstheorie mittels der Boltzmann-Gleichung beschrieben werden. Damit lassen sich gewisse Grundcharakteristika des Spektrums der Temperaturfluktuationen erklären. Insbesondere kommt es in dem Plasma zu Druckwellen, also gewissermaßen Schallwellen, die bestimmte charakteristische Peaks im Spektrum der Temperaturfluktuationen verursachen. Dass diese Peaks von den Raumsonden WMAP und Planck mit großer Genauigkeit gemessen werden konnten, ist ein unterstützendes Indiz für diese Theorien. Die Entstehung großräumiger Strukturen wird qualitativ damit erklärt, dass sich Dunkle Materie an Orten sammelt, wo auch das Plasma dichter ist, und damit Dichteschwankungen so sehr verstärkt, dass sich die Materie schließlich fast ausschließlich in relativ kleinen Bereichen des Universums sammelt.

### Strahlungs-Ära und Materie-Ära
Die Friedmann-Gleichungen basieren auf dem Materiemodell des perfekten Fluids. In diesem Modell wird die Materie beschrieben durch die Zustandsgleichung
{\displaystyle \rho =wp}
mit den zwei Zustandsgrößen
- Energiedichte {\displaystyle \rho } und
- Druck {\displaystyle p}

sowie einer Proportionalitätskonstante {\displaystyle w}.
Die wichtigsten Fälle für die üblichen Modelle des Universums sind:
- Strahlung mit {\displaystyle w={\tfrac {1}{3}}}
- massive Teilchen, oft als „Staub“ bezeichnet, mit {\displaystyle w=0\,(\Rightarrow p=0)}
- eine kosmologische Konstante mit {\displaystyle w=-1\,(\Rightarrow \rho =-p)}.

Außerdem hängt die Energiedichte wie folgt ab vom Skalenfaktor {\displaystyle a(t)}:
{\displaystyle \rho (t)\sim a^{-3(1+w)}(t)}.
Konkret ist dieser Zusammenhang für die verschiedenen Arten der Materie sehr unterschiedlich:
{\displaystyle \Rightarrow \rho (t)\sim a^{-4}(t)} für Strahlung,
{\displaystyle \rho (t)\sim a^{-3}(t)} für massive Teilchen,
{\displaystyle \rho (t)\sim a^{0}(t)} für eine kosmologische Konstante.
Dass die Energiedichte der Strahlung schneller abnimmt als die der massiven Materie, lässt sich auch anschaulich verstehen: Bei Strahlung nimmt nicht nur die Anzahldichte der Photonen ab (infolge der Expansion des Raumes), sondern auch die Wellenlänge der einzelnen Photonen zu (durch die kosmologische Rotverschiebung).
Deshalb stellte den Urknall-Modellen zufolge nach der Inflation zunächst (elektromagnetische) Strahlung den Hauptanteil der Energiedichte im Kosmos (Strahlungs-Ära). Etwa 70.000 Jahre nach dem Urknall waren die Energiedichten von Strahlung und Materie gleich, danach wurde die Dynamik des Universums von massiven Teilchen dominiert (Materie-Ära), die zuletzt von der kosmologischen Konstante (bzw. Dunkler Energie) abgelöst wurde.

## Vorhersagen der Urknall-Modelle
Die Urknall-Modelle mit den oben beschriebenen Charakteristika sind die anerkanntesten Modelle zur Erklärung des heutigen Zustandes des Universums. Der Grund dafür ist, dass sie einige zentrale Vorhersagen machen, die sich gut mit dem beobachteten Zustand des Universums decken. Die wichtigsten Vorhersagen sind die Expansion des Universums, die kosmische Hintergrundstrahlung und die Elementverteilung, insbesondere der Anteil an Helium an der Gesamtmasse der baryonischen Materie. Auch die wichtigsten Eigenschaften der Temperaturfluktuationen der kosmischen Hintergrundstrahlung werden im Rahmen der Urknall-Modelle mittels kosmologischer Störungstheorie sehr erfolgreich erklärt. Die Theorie der Temperaturfluktuationen bietet außerdem ein Modell zur Entstehung großräumiger Strukturen, nämlich der Filamente und Voids, die die zuvor beschriebene Wabenstruktur bilden.

### Expansion des Universums
Die Expansion des Universums wurde 1929 von Edwin Hubble erstmals beobachtet. Er entdeckte, dass die Entfernung von Galaxien von der Milchstraße und ihre Rotverschiebung proportional sind. Die Rotverschiebung erklärt man dadurch, dass sich die Galaxien vom Beobachter entfernen, Hubbles Beobachtung war die Proportionalität von Entfernung und Fluchtgeschwindigkeit. Es war spätestens seit der Arbeit von Georges Lemaître 1927 bekannt, dass eine solche Proportionalität aus den Friedmann-Gleichungen folgt, die auch den Urknall beinhalten. Diese Beobachtung war damit die erste Bestätigung der Urknall-Modelle. Heute ist das Hubble-Gesetz durch Messungen an sehr vielen Galaxien gut bestätigt. Allerdings gilt eine näherungsweise Proportionalität, wie von den Friedmann-Gleichungen für ein Universum mit massiver Materie vorhergesagt, nur für vergleichsweise nahe Galaxien. Sehr ferne Galaxien haben hingegen Fluchtgeschwindigkeiten, die größer sind, als in einem materiedominierten Universum zu erwarten ist. Dies wird als Hinweis auf eine kosmologische Konstante oder Dunkle Energie gedeutet.

### Häufigkeit der Elemente
Der größte Teil der leichten Atomkerne entstand in den ersten Minuten des Universums während der primordialen Nukleosynthese. Die Beschreibung dieses Prozesses im Rahmen des Urknallmodells geht auf Ralph Alpher und George Gamow zurück, die die Alpher-Bethe-Gamow-Theorie entwickelten. Insbesondere der Massenanteil des Heliums von etwa 25 % der gewöhnlichen Materie (ohne Dunkle Materie) wird von den Urknallmodellen in sehr guter Übereinstimmung mit der beobachteten Häufigkeit vorhergesagt. Durch die Messung der Häufigkeit von selteneren Kernen wie Deuterium, Helium-3 und Lithium-7 kann auf die Dichte gewöhnlicher Materie im Universum geschlossen werden. Die gemessenen Häufigkeiten dieser Elemente sind im Rahmen der existierenden Modelle miteinander und mit anderen Messungen der Materiedichte konsistent.

### Kosmische Hintergrundstrahlung

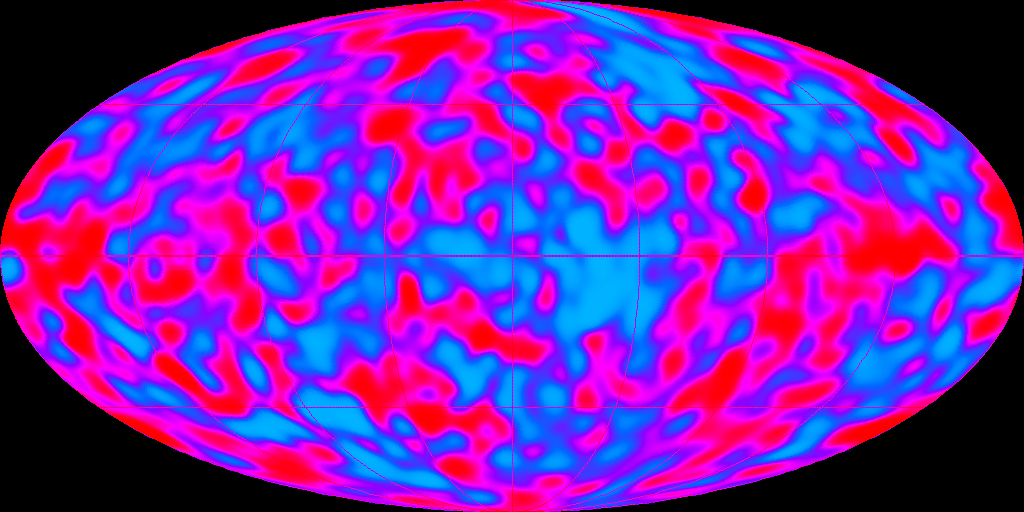
Temperaturschwankungen in der Hintergrundstrahlung, aufgenommen durch den Satelliten COBE (Mission 1989–1993)

Die kosmische Hintergrundstrahlung wurde 1948 von Ralph Alpher, George Gamow und Robert Herman vorhergesagt. Ihre Berechnungen ergaben in der Folge verschiedene Temperaturen im Bereich von etwa 5 bis 50 K. Erst 1964 wurde die Hintergrundstrahlung von Arno Penzias und Robert Woodrow Wilson erstmals als realer Effekt identifiziert, nachdem zuvor mehrere Astronomen Messungen des Signals für Antennenfehler gehalten hatten. Die gemessene Temperatur wurde mit 3 K angegeben, heutige Messungen ergeben eine Temperatur von 2,725 K. Die Hintergrundstrahlung ist in sehr guter Näherung isotrop, das heißt, sie hat in jeder Richtung übereinstimmende Temperatur und Intensität. Abweichungen in Höhe von 1 % ergeben sich durch den Doppler-Effekt aufgrund der Bewegung der Erde. Auch die Milchstraße ist als deutliche Störung erkennbar.
Rainer K. Sachs und Arthur M. Wolfe kamen 1967 zu dem Ergebnis, dass es sehr kleine Temperaturfluktuationen der Hintergrundstrahlung geben müsse. Dies wurde zu Ehren der Forscher Sachs-Wolfe-Effekt genannt. Im Jahr 1993 wurde mit Hilfe des Satelliten COBE tatsächlich Fluktuationen von 0,001 % in der Temperatur der Hintergrundstrahlung entdeckt, was später mit der Raumsonde WMAP bestätigt wurde und somit ein Nachweis für den Sachs-Wolfe-Effekt war. Weitere bedeutende Charakteristika des Spektrums der Temperaturanisotropien sind die Silk-Dämpfung und Baryonische akustische Oszillationen.

### Bildung großräumiger Strukturen
Durch die Entkopplung der Strahlung geriet die Materie nun stärker unter den Einfluss der Gravitation. Ausgehend von räumlichen Dichteschwankungen, die möglicherweise bereits in der inflationären Phase durch Quantenfluktuationen entstanden sind, bildeten sich nach 1 Million Jahren großräumige Strukturen im Kosmos. Dabei begann die Materie in den Raumgebieten mit höherer Massedichte als Folge gravitativer Instabilität zu kollabieren und Masseansammlungen zu bilden. Es bildeten sich zuerst sogenannte Halos aus Dunkler Materie, die als Gravitationssenken wirkten, in denen sich später die für uns sichtbare Materie sammelte. Die dem Strahlungsdruck unterliegende baryonische Materie hatte keine ausreichende Dichte, um ohne Hilfe der Dunklen Materie so früh zu großräumigen Strukturen zu verklumpen, dass sich die daraus resultierenden Temperaturschwankungen heute noch in der Hintergrundstrahlung beobachten lässt. Ohne Dunkle Materie würde die Entstehung großräumiger Strukturen, wie der Wabenstruktur aus Voids und Filamenten, ebenso wie die Entstehung eher kleinerer Strukturen, wie Galaxien, viel länger dauern als das Alter des Universums, das sich aus den Urknall-Modellen ergibt.
Zur Untersuchung der Eigenschaften der Dunklen Materie wurde versucht, durch Simulationen den Prozess der Strukturbildung nachzubilden. Dabei wurden verschiedene Szenarien durchgespielt, und einige konnten mit Hilfe solcher Simulationen als gänzlich unrealistisch ausgeschlossen werden. Als realistisch erscheinen heute sogenannte ΛCDM-Szenarien, wobei das Λ die Kosmologische Konstante der Einsteinschen Feldgleichungen ist, und CDM für kalte Dunkle Materie (engl.: cold dark matter) steht. Welche Art von Teilchen die Dunkle Materie bildet, ist derzeit noch unbekannt.
Die kollabierenden Gaswolken hatten sich inzwischen soweit verdichtet, dass sich die ersten Sterne bildeten. Diese waren wesentlich massenreicher als unsere Sonne, sodass sie sehr heiß wurden und hohe Drücke bildeten. Infolgedessen wurden auch schwerere Elemente wie Kohlenstoff, Sauerstoff und Eisen durch Kernfusion erzeugt. Wegen ihrer großen Masse war die Lebensdauer dieser Sterne mit 3–10 Millionen Jahren relativ kurz, sie explodierten in einer Supernova. Während der Explosion wurden durch Neutroneneinfang Elemente schwerer als Eisen gebildet (z. B. Uran) und gelangten in den interstellaren Raum. Der Explosionsdruck verdichtete angrenzende Gaswolken, die dadurch schneller neue Sterne hervorbringen konnten. Da die mit Metallen angereicherten Gaswolken schneller auskühlten, entstanden massenärmere und kleinere Sterne mit schwächerer Leuchtkraft, aber von längerer Lebensdauer.
Es bildeten sich die ersten Kugelsternhaufen aus diesen Sternen und schließlich die ersten Galaxien aus ihren Vorläufern.

## Weitergehende Modelle
Es gibt verschiedene Modelle, die ab einer Zeit von etwa 10−30 s mit den Urknall-Modellen übereinstimmen und das Ziel verfolgen, das sehr frühe Universum ohne Singularitäten zu erklären. Solche Modelle können in einigen Fällen zusätzliche Vorhersagen gegenüber den gewöhnlichen Urknall-Modellen machen oder in den Vorhersagen geringfügig abweichen, sofern diese Abweichungen nicht durch die Messgenauigkeit widerlegt sind. Derartige Modelle stehen meist im Zusammenhang mit den Theorien der Quantengravitation und der Schleifenquantengravitation (Loop-Quantengravitation) als Schleifen-Quantenkosmologie.

### Branenkosmologie
Die Branenkosmologie ist eine Theorie, die in enger Verbindung zur Stringtheorie steht und Konzepte dieser Theorie verwendet. Modelle der Branenkosmologie beschreiben eine mindestens fünfdimensionale Raumzeit, in die die vierdimensionale Raumzeit als „Brane“ (das Wort ist von „Membran“ abgeleitet) eingebettet ist. Die moderne Behandlung dieser Theorie ging vom 1999 entwickelten Randall-Sundrum-Modell aus. In diesem soll eine Brane das beobachtbare Universum modellieren. Es liefert ein Erklärungsmodell dafür, warum die Gravitation viel schwächer ist als die anderen Grundkräfte, beschreibt aber keine Evolution des Universums. Es enthält also keine Expansion des Universums und daher auch weder Rotverschiebung noch Hintergrundstrahlung. Es ist damit kein realistisches Modell des beobachtbaren Universums.
Ein weiterentwickeltes Modell der Branenkosmologie ist das zyklische ekpyrotische Universum von Paul Steinhardt und Neil Turok, das ebenfalls auf der Stringtheorie basiert und 2002 entwickelt wurde. In diesem Modell kollidieren zwei vierdimensionale Branen in einer fünfdimensionalen Raumzeit periodisch, wobei sie jedes Mal einen Zustand erzeugen, wie er nach dem Urknallmodell im sehr frühen Universum geherrscht hat. Sie bilden insbesondere eine Alternative zur Inflationstheorie, indem sie im Rahmen der heutigen Messgenauigkeit dieselben Vorhersagen machen. Allerdings macht das ekpyrotische Modell abweichende Vorhersagen zur Polarisierung der Fluktuationen der Hintergrundstrahlung, dadurch ist es durch zukünftige Messungen im Prinzip möglich, eines der beiden Modelle zu falsifizieren.

### Schleifenquantenkosmologie
Die Schleifenquantenkosmologie ist eine Theorie, die sich aus der Schleifenquantengravitation entwickelt hat (unter anderem durch Martin Bojowald). Da in dieser Theorie das kosmologische Prinzip als Annahme vorausgesetzt wird, ist noch nicht geklärt, inwiefern sie mit der Schleifenquantengravitation selbst kompatibel ist. Die Loop Quantum Cosmology gibt eine Erklärung für die kosmische Inflation und bietet mit dem Big Bounce ein kosmologisches Modell ohne Urknallsingularität. In diesem Modell kollabiert ein Vorgänger-Universum in einem Big Crunch, allerdings sorgen Effekte der Quantengravitation dafür, dass es nicht zu einer Singularität kollabiert, sondern nur bis zu einer maximalen Dichte. Dann setzt wieder eine Expansion ein, aus der das heutige Universum hervorgeht. Dieses Modell ist aktuell Forschungsgegenstand und viele Fragen sind noch ungeklärt. Unter anderem ist nicht klar, ob sich die Geschichte des zyklischen Universums bei jedem Durchlauf identisch wiederholt oder variiert. Eine Weiterentwicklung des Modells ergibt ein zyklisches Universum, das immer im Wechsel bis zu einer maximalen Ausdehnung expandiert und zu einer minimalen Ausdehnung kollabiert.

### Chaotische Inflation
Die Theorie der chaotischen Inflation wurde 1986 von Andrei Linde vorgeschlagen und ist nicht mit einer bestimmten Quantengravitationstheorie verknüpft. Sie besagt, dass der Großteil des Universums ewig inflationär expandiert und nur innerhalb verschiedener Blasen die Inflation zum Erliegen kommt, sodass sich eine Vielzahl von Teiluniversen bildet. Dem Modell zufolge sorgen die Quantenfluktuationen des Inflatonfelds dafür, dass der Großteil des Universums ewig in der inflationären Phase bleibt. Nicht-inflationäre Blasen entstehen, wenn die Quantenfluktuationen des Inflatonfeldes lokal kleiner werden. Obwohl die Wahrscheinlichkeit für die Entstehung dieser Blasen sehr hoch ist, sorgt die hohe Geschwindigkeit der Inflation dafür, dass sie gegenüber dem Rest des Universums sehr schnell sehr viel kleiner werden, dadurch nur sehr selten kollidieren und der Großteil des Universums durch ewige Inflation geprägt ist.
Die verschiedenen Teiluniversen können unterschiedliche Werte der Naturkonstanten und damit unterschiedliche physikalische Gesetze enthalten, wenn es mehrere stabile Zustände des Feldes gibt. Die Theorie wird manchmal auch als Multiversumstheorie aufgefasst (zum Beispiel Alexander Vilenkin), da viele Teiluniversen existieren, die nie miteinander in Kontakt treten können. Das inflationäre Multiversum wird auch als Quantenschaum bezeichnet, da es in seinen Eigenschaften nicht mit dem beobachtbaren Universum übereinstimmt. So enthält es der Theorie zufolge weder Materie noch Strahlung, sondern ausschließlich das Inflatonfeld.

## Forschungsgeschichte
In der Antike hatten vor allem die heute verlorenen vorsokratischen Naturphilosophen Vorstellungen eines Urknalls entwickelt, die in Grundzügen modernen Erkenntnissen bereits nahekamen. Insbesondere die Lehren zur Entstehung des Universums von Anaxagoras im 5. Jahrhundert v. Chr., laut denen das Weltall expandiert, werden in der modernen Forschung häufig in Zusammenhang mit dem Big Bang gebracht.
Als Begründer der Urknalltheorie gilt der belgische Theologe und Physiker Georges Lemaître, der 1931 für den heißen Anfangszustand des Universums die Ausdrücke „primordiales Atom“ oder „Uratom“, später auch „kosmisches Ei“ verwendete. Die englische Bezeichnung Big Bang (wörtlich ‚Großer Knall‘) wurde von Fred Hoyle geprägt. Hoyle vertrat die Steady-State-Theorie und wollte mit der Wortwahl Big Bang das Bild eines expandierenden Universums, das scheinbar aus dem Nichts entsteht, unglaubwürdig erscheinen lassen. Die Steady-State-Theorie verlor in den 1960er Jahren an Zustimmung, als die Urknalltheorie durch astronomische Beobachtungen zunehmend bestätigt wurde.
Die Voraussetzung für die moderne Kosmologie und damit auch für die Urknall-Modelle bildet die 1915 von Albert Einstein publizierte allgemeine Relativitätstheorie. 1922 legte Alexander Friedmann mit seiner Beschreibung des expandierenden Universums den Grundstein für die Urknall-Modelle. Obwohl Einstein anerkannte, dass sein Modell mit den Feldgleichungen verträglich war, wurde Friedmanns Arbeit zunächst kaum diskutiert, da keine astronomischen Beobachtungen auf eine Expansion des Universums hindeuteten und daher statische kosmologische Modelle bevorzugt wurden, auch von Einstein selbst. Lemaître entwickelte 1927 Friedmanns Modell unabhängig von diesem erneut und führte es weiter zu einer ersten Urknalltheorie, der zufolge das Universum aus einem einzigen Teilchen, dem „Uratom“ hervorgegangen sei. Er leitete als Folge der Expansion des Universums bereits eine Proportionalität von Entfernung und Fluchtgeschwindigkeit stellarer Objekte her. Allerdings wurde auch diese Arbeit wenig beachtet.
1929 entdeckte Edwin Hubble durch Entfernungsmessungen an Cepheiden in Galaxien außerhalb der Milchstraße, dass die Rotverschiebung der Galaxien zu ihrer Entfernung proportional ist. Diesen Befund, der heute Hubble-Gesetz genannt wird, erklärte er durch den Dopplereffekt als Folge einer Expansion des Universums. Hubble bestätigte damit Lemaîtres Vorhersage, allerdings war ihm diese nicht bekannt und er bezieht sich in seinen Schriften nicht darauf. 1935 bewiesen Howard P. Robertson und Arthur Geoffrey Walker schließlich, dass die Friedmann-Lemaître-Robertson-Walker-Metriken unabhängig vom Materiemodell die einzigen Metriken sind, die mit dem kosmologischen Prinzip verträglich sind.
1948 entwickelten Ralph Alpher, George Gamow und Robert Herman eine Theorie von der Entstehung des Kosmos aus einem heißen Anfangszustand. Im Rahmen dieser Theorie sagten sie sowohl die Häufigkeit von Helium im frühen Universum als auch die Existenz einer kosmischen Hintergrundstrahlung mit Schwarzkörperspektrum vorher. Für die heutige Temperatur der Hintergrundstrahlung gaben sie verschiedene Schätzungen im Bereich von 5 K bis 50 K. Arno Penzias und Robert Woodrow Wilson entdeckten 1964 unbeabsichtigt die kosmische Mikrowellenhintergrundstrahlung. Da sie nur auf zwei Frequenzen maßen, konnten sie nicht feststellen, dass die Strahlung ein Schwarzkörperspektrum hat. Dies wurde durch weitere Messungen in den folgenden Jahren bestätigt und die Temperatur wurde mit 3 K gemessen. 1967 sagten Rainer K. Sachs und Arthur M. Wolfe Temperaturfluktuationen der kosmischen Hintergrundstrahlung vorher. Dieser Effekt wird nach ihnen als Sachs-Wolfe-Effekt bezeichnet.
Stephen Hawking und Roger Penrose zeigten 1965 bis 1969 mathematisch, dass sich die immer noch bezweifelten ultra-dichten Zustände am Beginn der Zeit unter den Voraussetzungen „Gültigkeit der Allgemeinen Relativitätstheorie“ und „expandierendes Universum“ zwingend ergeben.
Um den extrem homogenen und isotropen Anfangszustand des beobachtbaren Universums zu erklären, der aus der Isotropie der kosmischen Hintergrundstrahlung gefolgert wird, schlug Roger Penrose 1979 die Weylkrümmungshypothese vor. Diese Hypothese liefert auch eine Erklärung für den Ursprung des zweiten Hauptsatzes der Thermodynamik. Als konkurrierende Hypothese zur Erklärung der Homogenität und Isotropie des frühen Universums und zur Lösung des Horizont-Problems entwickelte Alan Guth 1981 die Theorie des inflationären Universums, die eine Phase sehr schneller Expansion in der Frühphase des Universums postuliert. Die Theorie des inflationären Universums wurde später von Andrei Linde und anderen weiter entwickelt und konnte sich schließlich als Erklärungsmodell durchsetzen.
Valerie de Lapparent, Margaret Geller und John Huchra entdeckten 1986 die Anordnung von Galaxienhaufen in wandartigen Strukturen, die wiederum großskalige, blasenartige Leerräume (Voids) umschließen. Durch die Satelliten COBE (1989–1993), WMAP (2001–2010) und Planck (2009–2013) wurde die kosmische Hintergrundstrahlung mit erheblicher Genauigkeit vermessen. Dabei wurden die Fluktuationen der Hintergrundstrahlung entdeckt und ihr Spektrum vermessen, womit die Vorhersage von Sachs und Wolfe bestätigt wurde. Die Messergebnisse dieser Satelliten in Verbindung mit Entfernungsmessungen gestatteten eine genauere Bestimmung kosmologischer Parameter, die Hinweise auf ein beschleunigt expandierendes Universum ergeben.